# Dua Lipa Live from the Royal Albert Hall
Dua Lipa Live from the Royal Albert Hall è il primo album dal vivo di Dua Lipa, pubblicato il 6 dicembre 2024 da Warner.

## Tracce
1. Overture – 1:46
2. End of an Era – 3:59
3. Houdini – 3:36
4. Training Season – 3:40
5. These Walls – 3:50
6. Whatcha Doing – 3:58
7. French Exit – 3:45
8. Illusion – 3:57
9. Falling Forever – 4:00
10. Anything For Love – 3:09
11. Maria – 3:45
12. Happy For You – 4:23
13. Love Again – 6:02
14. Pretty Please – 3:25
15. Levitating – 4:24
16. Sunshine – 4:42 – cover di Cleo Sol
17. Cold Heart (con Elton John) – 5:28
18. Be The One – 4:49
19. Dance the Night – 4:07
20. Don't Start Now – 4:25

Note
- Tutte le tracce sono accompagnate dalla dicitura Live from the Royal Albert Hall.

## Classifiche
| Classifica (2024-25) | Posizione massima |
| -------------------- | ----------------- |
| Belgio (Fiandre)     | 38                |
| Belgio (Vallonia)    | 25                |
| Croazia              | 2                 |
| Paesi Bassi          | 58                |
| Polonia              | 68                |
| Regno Unito          | 40                |
| Spagna               | 31                |
| Svizzera             | 60                |